# Olympiastadion

Olympische Flagge mit den fünf Ringen; erstmals verwendet bei den Olympischen Spielen 1920 in Antwerpen

Als Olympiastadion bezeichnet man das zentrale Stadion der Olympischen Sommerspiele. In ihm werden die klassischen olympischen Sportarten ausgetragen. 
Auch bei Olympischen Winterspielen kann es ein zentrales Stadion geben, bei den Olympischen Winterspielen 1936 in Garmisch-Partenkirchen gab es zum Beispiel das Olympia-Skistadion.

## Nutzung
In den Olympiastadien werden mehrere Sportarten der Olympischen Spiele ausgetragen. Traditionellerweise werden hier auch die Eröffnungs- und Schlussfeiern durchgeführt. Bei zahlreichen Stadien ist dabei das Wort „Olympia“ ein Bestandteil des Namens. Zu den Olympischen Winterspielen gibt es normalerweise kein zentrales Olympiastadion, da sämtliche Wettbewerbe im Gelände oder in Sporthallen stattfinden. Von 1936 bis 2021 endete in den Olympiastadien der olympische Fackellauf der Sommerspiele.

## Liste der Olympiastadien
| #   | Jahr | Name                            | Stadt          | Land                   | Bild | Eröffnung    | Abriss            | Kapazität | Anmerkung |
| --- | ---- | ------------------------------- | -------------- | ---------------------- | ---- | ------------ | ----------------- | --------- | --- |
| 01  | 1896 | Panathinaiko-Stadion            | Athen          | Griechenland           |      | 0330 v. Chr. |                   | 080.000   | für die Olympischen Spiele saniert |
| 02  | 1900 | Vélodrome de Vincennes          | Paris          | Frankreich             |      | 1896         |                   | 020.000   | |
| 03  | 1904 | Francis Field                   | St. Louis      | Vereinigte Staaten     |      | 1902         |                   | 019.000   | |
| 04  | 1908 | White City Stadium              | London         | Vereinigtes Königreich |      | 1908         | 1985              | 093.000   | |
| 05  | 1912 | Olympiastadion Stockholm        | Stockholm      | Schweden               |      | 1912         |                   | 025.000   | |
| 06  | 1920 | Olympiastadion Antwerpen        | Antwerpen      | Belgien                |      | 1920         |                   | 040.000   | |
| 07  | 1924 | Stade Olympique de Colombes     | Paris          | Frankreich             |      | 1907         |                   | 045.000   | für die Olympischen Spiele saniert |
| 08  | 1928 | Olympiastadion Amsterdam        | Amsterdam      | Niederlande            |      | 1928         |                   | 034.000   | |
| 09  | 1932 | Los Angeles Memorial Coliseum   | Los Angeles    | Vereinigte Staaten     |      | 1923         |                   | 101.574   | für die Olympischen Spiele saniert |
| 10  | 1936 | Olympiastadion Berlin           | Berlin         | Deutschland            |      | 1936         |                   | 100.000   | Vorgängerbau (Deutsches Stadion) an gleicher Stelle für die Olympischen Spiele 1916; 2004 renoviert; aktuell 74.649 Plätze, temporär 76.197 Plätze beim DFB-Pokalfinale |
| 11  | 1948 | Wembley-Stadion                 | London         | Vereinigtes Königreich |      | 1923         | 2003              | 127.000   | für die Olympischen Spiele saniert; Abriss zugunsten des neuen Wembley-Stadions                                                                                         |
| 12  | 1952 | Olympiastadion Helsinki         | Helsinki       | Finnland               |      | 1938         |                   | 070.000   | für die Olympischen Spiele saniert |
| 13  | 1956 | Melbourne Cricket Ground        | Melbourne      | Australien             |      | 1854         |                   | 103.000   | für die Olympischen Spiele saniert |
| 14  | 1960 | Olympiastadion Rom              | Rom            | Italien                |      | 1932         |                   | 065.000   | für die Olympischen Spiele saniert |
| 15  | 1964 | Olympiastadion Tokio            | Tokio          | Japan                  |      | 1958         | 2015              | 057.363   | |
| 16  | 1968 | Estadio Olímpico Universitario  | Mexiko-Stadt   | Mexiko                 |      | 1952         |                   | 083.700   | für die Olympischen Spiele saniert |
| 17  | 1972 | Olympiastadion München          | München        | Deutschland            |      | 1972         |                   | 077.000   | |
| 18  | 1976 | Olympiastadion Montreal         | Montreal       | Kanada                 |      | 1976         |                   | 055.000   | |
| 19  | 1980 | Olympiastadion Luschniki        | Moskau         | Sowjetunion            |      | 1956         |                   | 103.000   | |
| (9) | 1984 | Los Angeles Memorial Coliseum   | Los Angeles    | Vereinigte Staaten     |      | 1923         |                   | 092.516   | bereits für die Olympischen Spiele 1932 genutzt |
| 20  | 1988 | Olympiastadion Seoul            | Seoul          | Südkorea               |      | 1984         |                   | 100.000   | |
| 21  | 1992 | Olympiastadion Barcelona        | Barcelona      | Spanien                |      | 1929         |                   | 055.926   | für die Olympischen Spiele saniert |
| 22  | 1996 | Centennial Olympic Stadium      | Atlanta        | Vereinigte Staaten     |      | 1996         | 1996 (Teilabriss) | 085.000   | nach den Paralympics 1996 zum Turner Field umgebaut |
| 23  | 2000 | Stadium Australia               | Sydney         | Australien             |      | 1999         |                   | 110.000   | |
| 24  | 2004 | Olympiastadion Athen            | Athen          | Griechenland           |      | 1982         |                   | 074.000   | für die Olympischen Spiele saniert |
| 25  | 2008 | Nationalstadion Peking          | Peking         | China                  |      | 2008         |                   | 091.000   | |
| 26  | 2012 | Olympiastadion London           | London         | Vereinigtes Königreich |      | 2012         |                   | 080.000   | |
| 27  | 2016 | Estádio Olímpico João Havelange | Rio de Janeiro | Brasilien              |      | 2007         |                   | 060.000   | Derzeit bietet das Stadion 46.931 Plätze. |
| 28  | 2020 | Olympiastadion Tokio            | Tokio          | Japan                  |      | 2019         |                   | 080.000   | Das alte Olympiastadion wurde abgerissen und an gleicher Stelle durch einen Bau mit 80.000 Plätzen ersetzt.                                                             |
| 29  | 2024 | Stade de France                 | Paris          | Frankreich             |      | 1998         |                   | 075.000   | |
| (9) | 2028 | Los Angeles Memorial Coliseum   | Los Angeles    | Vereinigte Staaten     |      | 1923         |                   | 077.500   | bereits für die Olympischen Spiele 1932 und 1984 genutzt |
| 30  | 2032 | Brisbane Cricket Ground         | Brisbane       | Australien             |      | 1895         |                   | 050.000   | wird für die Olympischen Spiele umgebaut und erweitert |

## Legende zur Liste
- # – Nummer gemäß Reihenfolge; wenn ein Stadion mehrmals als Olympiastadion diente, wird seine Nummer beibehalten
- Jahr – Jahr der Olympischen Spiele
- Land – Staat zur Zeit der Olympischen Spiele
- Bild – Bild aus der Zeit der Olympischen Spiele, soweit verfügbar
- Abriss – Bei noch stehenden Stadien ist dieses Feld leer
- Kapazität – maximale Zahl der Zuschauer während der Olympischen Spiele